# 刑事偵緝檔案III
《刑事偵緝檔案III》（英語：Detective Investigation Files III），香港無綫電視翡翠台時裝劇集，合共40集。由陶大宇、郭可盈及梁榮忠領銜主演，並由陳法蓉、廖啟智、羅冠蘭、楊婉儀、鍾麗淇及金興賢聯合主演，監製潘嘉德。此劇為《刑事偵緝檔案系列》的第三輯。

## 概要
本劇上輯《刑事偵緝檔案II》結局中，高婕因失憶，在機場回望張大勇便完結，是無綫電視少數非「大團圓結局」的劇集，當時引起大部份觀眾寫信到《K-100》投訴结局“烂尾”，最後無綫電視決定於同年年底開拍第三輯，並且在北京拍攝外景。上辑与李忠义（梁荣忠饰）有感情线的叶子晴（郑秀文饰），原在本辑继续安排与李忠义成为恋人关系，惟郑秀文因档期问题而辞演。而前兩輯飾演張大勇（陶大宇飾）上司雷肖鳳的林漪娸，原只在處境劇《真情》里客串一角，但戏份渐渐增加而未能拍攝第三輯，只在最後客串出場，致本剧张大勇与李忠义需更換工作地区及上司下属。此剧前两辑与主角有关的人物已大幅度离开而使少许观众不满，但后来剧情的发展让观众渐渐接受。
此劇於1997年香港回归之前煞科，故劇集中警署仍保留皇家香港警察警徽、英國國旗和英女王像。至播映前，因男主角陶大宇跟無綫電視就合約問題鬧翻，使其離開無綫，有傳無綫亦對此劇進行封殺，令此劇一度變成倉底劇。最後，此劇順利於1997年9月1日在翡翠台首播，接檔《大鬧廣昌隆》。雖然陶大宇當時應邀出席劇集宣傳活動，但無綫電視對劇重視程度已不如前兩輯。不過，此劇仍然以平均36點，最高44點的收視，成為1997年收視排名第二的劇集。
同年11月19日，無綫電視首次舉行台慶頒獎禮，令郭可盈成為當時「視后」大熱，但因陶大宇已離巢，加上當晚郭可盈缺席台慶，令郭可盈無緣首屆視后，其後幾年亦只能進入最後五強。

## 演員表

### 张家
| 演員   | 角色   | 關係／暱稱 |
| 陶大宇 | 張大勇 | 張Sir、勇哥、大勇、阿勇 警隊督察 詹百鴻之下屬 藍嘉文（第二輯）之前男友 高婕之夫，於第26集離婚但仍然深爱对方，于第40集復合 高敏之妹夫 朱秀筠之姨甥女婿 張百川之長子 張日飛、張小柔之同父異母之兄 恆恆之乾爹 柏恩桐之舊同學兼好友，於第31集成為其男友，於第37集分手 於第39集被詹百鴻毒杀未遂，並被其嫁禍為連環兇殺案兇手                                                                                            |
| 郭可盈 | 高 婕  | Jessie、細妹 前「傳知周刊」記者 張大勇之妻，於第26集離婚，于第40集復合 张百川之媳妇 张日飞、张小柔之大嫂 朱秀娟之幼女 高敏之妹 朱秀筠之姨甥 藍嘉文（第二輯）、柏恩桐之情敌 上辑（于第37集）被倪博彥、王忠信所害，失去記憶 (參見《刑事偵緝檔案II》) 於第2集被何志宏擄走并嫁祸 於第10集成為「新風采雜誌社」記者 於第27集意外滑胎流產 於第28集離開香港 於第30集回港 於第40集被詹百鴻劫持引致昏迷，甦醒後恢復全部記憶 |
| 劉 丹  | 張百川 | 珠寶大王 張大勇、張日飛、張小柔之父 高婕之家翁 朱秀娟之亲家公 於第21-23集短暫回港，拿取張日飛的骨灰后離開 |
| 黃 悅  | 張小柔 | 小柔 張大勇同父異母之妹 張日飛之妹 高婕之姑仔 於第21-23集短暫回港，拿取張日飛的骨灰后離開 |
| 海俊傑 | 張日飛 | Harvey、阿飛 「新風采雜誌社」攝影師 張大勇之同父異母之弟 張小柔之兄 高婕之叔仔 李思龍、莫詠希之好友 朱秀筠之針對對象 於第12集出場 於第21集被钟文愷刺殺身亡，後被淋鏹水難以辯認 |

### 高家
| 演員   | 角色  | 關係／暱稱 |
| 陳美琪 | 高 敏 | 大妹、敏姐 家庭主婦 第二輯曾復出拍電影之演員 簡志超之妻 簡棠棠之母 朱秀娟之長女 高婕之姊 朱秀筠之姨甥女 张大勇之大姨子 於第2集因識穿寧倩華假扮高婕，被何志宏企圖撞死而昏迷 于第5集康復後前往加拿大 於第26集返回香港 於第28集與高婕一同離港返加拿大 於第38集再次返回香港 |
| 郭可盈 | 高 婕 | 參見张家 |

### 馬鞍山警署
| 演員   | 角色   | 關係／暱稱 |
| 招石文 | 周Sir  | 警司 分區指揮官 詹百鴻之上司 於第39集被詹百鴻錯手毒害，生死未卜 |
| 金興賢 | 詹百鴻 | Johnson、詹Sir 本劇終極大反派 警隊總督察，黑警 詹翠兒之父 張大勇、李忠義、李思龍、姜千松、盧冰冰及傅金榮之上司 曾跟朱秀筠交往 翟永田之上司兼情敵，因朱秀筠之事與其長期不和 於第19集酒後胡言唆使陳泰、胡堅殺死程守安後被其長期要挾及勒索 殺害丁漢昌、陳泰、柏恩桐、Helen、神經刀、胡堅，企圖謀害周SIR、張大勇、翟永田之真兇 於第40集因被逮捕入狱而撤職 參見檔案十：幕後玩家（第37－40集） |
| 林漪娸 | 雷肖鳳 | 於第40集接替詹百鴻職位 參見將軍澳警署 |
| 陶大宇 | 張大勇 | 張Sir、勇哥、大勇、阿勇 警隊督察 詹百鴻之下屬，於第40集自動解除 雷肖鳳之前下屬，於第40集復任 李忠義、李思龍、姜千松、盧冰冰、傅金榮之上司 翟永田之上司，與其不和，於第40集和好 於第6集被調任至馬鞍山警署 參見張家 |
| 梁榮忠 | 李忠義 | 義仔、義哥、師兄、大哥哥、阿義 警隊警長 張大勇之下屬兼好友 雷肖鳳之前下屬，於第40集復任 容金枝（已故）之夫 恆恆之繼父 呂展眉之前男友 與司徒莎莎、李思龍曖昧，關係糾纏不清 司徒莎莎之男友及未婚夫，於第40集分手 於第40集成為李思龍之男友. 李思龙的男友 |
| 鍾麗淇 | 李思龍 | 靚妹 前交通部警員，後任探員，於第40集辭職 張大勇之下屬 與李忠義同村，暗戀李忠義，於第40集為其女友 司徒莎莎之情敵 盧冰冰中學同學 方崇業、李汶芳之女 方念晴同父异母之姐 赵竟成之大姨子 張日飛之知己 女童軍領袖 於第6集出場 於第32-33集被胡堅、陳泰綁架，后获救. 李忠义的女友 |
| 廖啟智 | 翟永田 | 田哥、阿田 SGT 933 前油尖旺反黑組警長，後調至重案組 張大勇之下屬，與其不和，於第40集和好 朱秀筠之未婚夫，於第34集成為其男友，第40集結婚 朱秀娟之妹夫 高敏、高婕之姨丈 詹百鴻之下屬兼情敵，因朱秀筠之事與其長期不和 與詹百鴻、姜千松、盧冰冰、傅金榮不和，於第40集和好 於第38集被詹百鴻襲擊和槍傷昏迷，第40集甦醒 於第6集出場                                                             |
| 蔡子健 | 潘子韜 | 潘Sir 警隊臨床心理學家 高婕之好友 |
| 劉永晉 | 姜千松 | 阿松 警隊探員 張大勇下屬 與翟永田不和，於第40集和好 |
| 溫裕紅 | 盧冰冰 | 靚冰 警隊探員 張大勇下屬 李思龍中學同學 與翟永田不和，於第40集和好 |
| 張松枝 | 傅金榮 | 阿榮 警隊探員 張大勇下屬 與翟永田不和，於第40集和好 |

### 將軍澳警署
| 演員   | 角色   | 關係／暱稱 |
| 林漪娸 | 雷肖鳳 | Madam 總督察 張大勇、李忠义之前任上司，于第40集復任，調去兼任馬鞍山，接管詹百鴻一職 丁守禮之妻 于第39-40集客串登場 |
| 何嘉麗 | 毛德芬 | 芬女 探員，後因張大勇離隊而升為警長 張大勇前下屬                                                                   |
| 葉振聲 | 孟振球 | 孟波丶孟sir 探員，後因張大勇離隊而升為警長 張大勇前下屬 於第24集在對白中被交代已有女友並疑似一腳踏兩船             |
| 卓 凡  | 阿 雄  | 阿雄 探員 張大勇前下屬 雷肖鳳、毛德芬、孟振球之下屬                                                                |
| 彭皓锋 |        | 探員 雷肖鳳、毛德芬、孟振球之下屬                                                                                  |

### 围村
| 演員   | 角色   | 關係／暱稱 |
| 梁榮忠 | 李忠義 | 參見馬鞍山警署                                                                                                 |
| 鍾麗淇 | 李思龍 | 參見馬鞍山警署                                                                                                 |
| 夏 萍  | 伯 娘  | 周丽荷（仅在第二辑出现）之伯娘 村內居民都稱她為「伯娘」 李忠義、李思龍之契媽 於第6集從美國返港，並長居李忠義家 |
| 廖麗麗 | 李汶芳 | 李思龍之母 方崇業之舊情人 患有胃癌 於第12集去世                                                                |
| 楓     | 義 母  | 李忠義之母 |

### 新風采雜誌社
| 演員   | 角色   | 關係／暱稱 |
| 李煌生 | Peter  | 「新風采雜誌社」總編輯 鍾文愷被捕後接替其一職 高婕新上司                                                      |
| 李成昌 | 鍾文愷 | 「新風采雜誌社」總編輯 高婕前上司 波波的養父 殺害張日飛、莫詠希、麥可卿、叶威之凶手 於第23集被捕 於第10集出場 |
| 郭可盈 | 高 婕  | 參見张家 |
| 海俊傑 | 張日飛 | 參見张家 |
| 簡佩筠 | 莫詠希 | Stella、鍾太 鍾文愷之妻 張日飛前女友 波波之母 被叶威强奸后誕下波波 被鍾文愷掐死後被掟落海並于第23集打撈到遺體 |
| 周凱珊 | Cat    | 「新風采雜誌社」記者 高婕之同事                                                                               |
| 黃偌儀 | May    | 「新風采雜誌社」職員 高婕之同事                                                                               |
| 劉家聰 | Bobby  | 「新風采雜誌社」職員 高婕之同事 註：按第17-18集的演員表是「劉勁松」                                           |
| 游 飈  | Sam    | 「新風采雜誌社」職員 高婕之同事                                                                               |
| 盧卓南 | 王志強 | Jimmy 「新風采雜誌社」新職員Office Boy 高婕之同事 於第22集被麦可卿毒杀身亡                                    |
| 梁雪湄 | Emily  | 梁伯的女兒 |
| 曹濟   | 梁伯   | 管理員 |

### 秀色可餐
- 於第19集開張

| 演員   | 角色   | 關係／暱稱 |
| 羅冠蘭 | 朱秀筠 | Deborah、筠姐、Jessie阿姨 前电视台「今日食乜餸」主持，後为「秀色可餐」食店老板 高敏、高婕之姨 张大勇之姨岳母 朱秀娟之妹 翟永田之妻，於第34集成為其女友，於第40集結婚 詹百鴻之前女友 余碧玲之烹飪同門師姐，與其不和 曾針對張日飛 於第6集出場                                                                                |
| 陳法蓉 | 柏恩桐 | 前保險經紀，後为「秀色可餐」食店員工 雲告天之外孫女 陈彩虹之姨甥女 云宝瓊、曹向东之表妹 梁智匡之表小姨子 云宝珊之表姐 許偉廉之妻 柏恩霖之姐 高婕之情敵 張大勇之中學同學兼女友，於第37集分手 于第13集出场并企圖跳海自殺不遂，后被張大勇救起 於第30集扮凶手引出譚志朗，反被譚志朗識穿并企圖刺殺不遂 於第37集被詹百鴻毒杀身亡 |
| 羅君左 | Thomas | 「秀色可餐」食店領班 張大勇、高婕、李忠義前清吧合伙人 張大勇、高婕、李忠義丶高敏丶柏恩桐丶朱秀筠丶翟永田丶黃珊之好友 |
| 張智軒 | 侍 應  | 「秀色可餐」侍應 |
| 趙子豪 | 侍 應  | 「秀色可餐」侍應 |
| 甘子正 | -      | 裝修工人 |

## 案件

#### 檔案一：北京狂情（第1－5集）
案情：高婕到北京進行訪問，張大勇陪同，隨後發生一連串的事，先是Gary被勒索，當其中一同黨藍青被捕後，主謀人王浩生被殺。後來高婕失蹤，Tony離奇墮樓。後來高婕再次在張大勇面前出現，但對張大勇的感情卻有所改變。高婕與張大勇回港之後，一次意外，高敏憑一張X光片發現身邊的高婕是假冒的，後來差點被車撞死。張大勇只好到北京尋找真正的高婕，她被控訴殺害王浩生，因此面臨死刑，而李忠義則在香港緝拿假的高婕。兩個一模一樣的女人有何關係？最後可否救出高婕呢？
| 演員   | 角色           | 關係／暱稱 |
| 譚耀文 | 何志宏         | Stephen、何医生 醫生 寧倩華男友 企圖殺害高敏及殺害羅道風之凶手 擄高婕與寧倩華調包主謀 于第5集被枪決                                |
| 郭可盈 | 寧倩華         | Vivian、阿倩、小倩 何志宏之女友 被王浩生要挾并強姦，后被迫為其之情婦 殺害王浩生，意外工廠投毒案之真兇 同謀擄高婕調包 于第5集被枪决 |
| 郭可盈 | 高 婕          | 參見張家 |
| 陳美琪 | 高 敏          | 參見高家 |
| 李天翔 | 羅道風         | Tony 醫生 何志宏之好友 于第1集因得知何志宏杀害王浩生而被其推下楼摔死                                                               |
| 梁健平 | 王浩生         | 勒索石少維 強姦并要挟寧倩華 于第1集被寧倩華刺杀身亡                                                                                |
| 藍天櫻 | 藍 青          | 王浩生之同谋 勒索石少維 于第2集被捕                                                                                                |
| 張錦程 | 石少維         | Gary 恆恆之親父 被王浩生、藍青勒索 參見《刑事偵緝檔案II》                                                                          |
| 胡耀峰 | 恆 恆          | 石少維、容金枝之親子 張大勇之乾兒子 李忠義之继子 於第6集跟隨親父石少維返回加拿大                                                   |
| 吳素琴 | 伏照紅         | 伏大姐 張大勇朋友 喬進之母 居委會領導                                                                                              |
| 凌     | 姜 楊          | 楊陽 喬進之妻 |
| 程小龍 | 喬 進          | 伏照紅之子 北京公安 |
| 陸婉芬 | 丁 苗          | 小丁 北京公安 |
| 沈星銘 | 朱 謹          | 小朱 北京公安 上輯飾演軍裝警察 |
| 鄭瑞曉 | 柴 軍          | 小柴 北京公安 上輯飾演軍裝警察 |
| 吳美珩 | 小愉           | 內地新進律師 高婕之律师 |
| 王大偉 | 鄭國平         | 大陸律師 |
|        | 四名化學廠員工 | 三年前因寧倩華失誤，飲用含有化學藥品的湯而食物中毒身亡                                                                             |
| 葉鎮華 | 胡賓           | 北京公安 |

#### 檔案二：幻海情缘（第6－9集）
案情：李忠義與奶奶在廣州回來時，在旅遊巴上巧遇呂展眉，旅遊巴回到香港時，剛巧遇到呂展眉的父親呂世豪在山上滾下。呂展眉的哥哥和姐姐對她的態度惡劣，幸得李忠義的幫忙，兩人互生情愫。兩人在南丫島渡假時，發現郭樹新跳海自殺。而郭樹新生前也勒索過呂世豪。
| 演員   | 角色   | 關係／暱稱 |
| 梁榮忠 | 李忠義 | 參見馬鞍山警署 |
| 鍾麗淇 | 李思龍 | 參見馬鞍山警署 |
| 夏 萍  | 伯 娘  | 參見围村 |
| 湯寶如 | 鄭素心 | 郭樹新前女友 呂世豪之妻 呂展眉之母 已去世 |
| 湯寶如 | 呂展眉 | 郭樹新、鄭素心之親女 呂世豪之養女 李忠義之前女友 殺害郭樹新、呂世豪，企圖殺害李思龍之凶手 於第9集服毒自殺身亡 |
| 劉 江  | 呂世豪 | 呂展眉之養父 呂展其、呂展茹之父，强奸吕展眉 於第6集被呂展眉害死 |
| 黎彼得 | 郭樹新 | 呂展眉之親父 勒索呂世豪 被呂展眉陷害 於第8集被呂展眉推下海裏，溺水身亡 |
| 林嘉麗 | 呂展茹 | 呂世豪之女 呂展眉无血缘关系之姐 |
| 劉永健 | 呂展其 | 呂世豪之子 呂展眉无血缘关系之兄 |
| 劉桂芳 | 李寶嫻 | 呂世豪、鄭素心之友 |
| 芳 萍  | 梅 姐  | 呂家前工人 已退休 |
| 溫雙燕 | 葵 姐  | 呂家工人 |
| 孫季卿 | 程 伯  | 釣魚人士 目擊證人 |
| 呂有慧 | 余碧玲 | 玲姐 烹飪導師 朱秀筠之烹飪同門師妹，跟朱氏不和 間接害死王定邦 早於第6集出場 於第10集被沈若玫捂住口鼻，窒息身亡 |
| 楊玉梅 | 沈若玫 | 烹飪導師 王定邦之情婦 殺害余碧玲之凶手 早於第6集出場 於第12集被捕 |
| 凌漢   | -      | 看更 |
| 艾 威  | 胡 堅  | 翟永田之多年好友 释囚 曾追求柏恩桐不遂 Helen之男友 殺害程守安之兇手 于第6集出场 於第32-33集綁架方崇業及李思龍 跟陳泰合謀不斷勒索詹百鴻 於第39集被詹百鴻以瓶子刺殺身亡                                                                        |
| 羅冠蘭 | 朱秀筠 | Deborah、筠姐、Jessie阿姨 前电视台「今日食乜餸」主持，後为「秀色可餐」食店老板 高敏、高婕之姨 张大勇之姨岳母 朱秀娟之妹 翟永田之妻，於第34集成為其女友，於第40集結婚 詹百鴻之前女友 余碧玲之烹飪同門師姐， 與其不和 曾針對張日飛 於第6集出場 |
| 宋其齡 | -      | 老泥妹 |
| 黃小龍 | 阿富   | CID 警察 |

#### 檔案三：目露兇光（第10－12集）
案情：美食廚藝大賽的選手余碧玲在家遇害，而她亦曾與朱秀筠發生衝突，事發當天，朱秀筠也曾到過余碧玲家的門口，然而，朱秀筠就成了最大的嫌疑犯。警方可否找到證據，還朱秀筠一個清白？
| 演員   | 角色   | 關係／暱稱 |
| 郭可盈 | 高 婕  | 參見张家 |
| 羅冠蘭 | 朱秀筠 | 參見秀色可餐 |
| 呂有慧 | 余碧玲 | 玲姐 烹飪導師 朱秀筠之烹飪同門師妹，跟朱氏不和 間接害死王定邦 早於第6集出場 於第10集被沈若玫捂住口鼻，窒息身亡                                                                 |
| 楊玉梅 | 沈若玫 | 烹飪導師 王定邦之情婦 殺害余碧玲之凶手 早於第6集出場 於第12集被捕 |
| 楊瑞麟 | 王定邦 | 美食家 沈若玫之情夫 半年前因服食止痛药及余碧玲所烹飪的菜式产生过敏反应，毒发身亡                                                                                               |
| 蕭玉燕 | 王太太 | 王定邦之妻 |
| 朱樂輝 | 畫 家  | 朱秀筠之時間證人 |
| 梁照豪 | 職員甲 | 王定邦公司之下屬 |
| 伍慧珊 | 女同學 | 女同學 |
| 陳楚翹 | 女同學 | 女同學 |
| 雷穎怡 | Winnie | 女秘書 |
| 汪 琳  | 詹翠兒 | 詹百鴻之女 於第17集被程守安以刀割喉杀害，死狀與鮑曉盈相似 |
| 艾 威  | 胡 堅  | 翟永田之多年好友 释囚 曾追求柏恩桐不遂 Helen之男友 殺害程守安之兇手 于第6集出场 於第32-33集綁架方崇業及李思龍 跟陳泰合謀不斷勒索詹百鴻 於第39集被詹百鴻以瓶子刺殺身亡          |
| 羅立勤 | -      | 搬運工人 |
| 溫文英 | -      | 搬運工人 |
| 魏惠文 | -      | 講師 |
| 龍志成 | -      | 看更 |
| 余慕蓮 | -      | 清潔工人 |
| 海俊傑 | 張日飛 | Harvey、阿飛 「新風采雜誌社」攝影師 張大勇之同父異母之弟 張小柔之兄 高婕之叔仔 李思龍、莫詠希之好友 朱秀筠之針對對象 於第12集出場 於第21集被钟文愷刺殺身亡，後被淋鏹水難以辯認 |

#### 檔案四：爱恨纠缠（第13－15集）
案情：柏恩霖勾引姊夫許偉廉與之發生關係，被姊姊柏恩桐和男朋友蔡志釗發現。柏恩桐和蔡志釗一氣之下來到澳門，卻被柏恩霖和許偉廉誤以為他倆有姦情。蔡志釗为了柏恩霖虧空公款，而柏恩霖卻卷錢潛逃，蔡志釗一怒之下殺了柏恩霖，並準備殺許偉廉，反被許偉廉失手殺死。柏恩桐深愛丈夫許偉廉，於是千方百計為他隱瞞。最後許偉廉逃跑時撞車身亡。
| 演員   | 角色     | 關係／暱稱 |
| 楊婉儀 | 司徒莎莎 | 莎莎 方氏珠寶店職員，後升為方崇業之秘書 李忠義之女友，后為未婚妻，於第40集分手 柏恩霖鄰居 程守望前女友 李思龍之情敵 司徒老太之孫女 鮑曉盈之女 司徒亮之姪女 女童軍領袖 案发时目击柏恩霖隔壁的情景 於第14集出場 於第40集為了成全李忠義和李思龍而放棄婚姻，後離開香港 |
| 陳法蓉 | 柏恩桐   | 參見秀色可餐 |
| 郭政鴻 | 許偉廉   | William 音樂家 柏恩桐之夫 柏恩霖之姐夫兼情夫 蔡志钊之情敌 云告天之外孙女婿 陈彩虹之姨甥女婿 云宝琼、曹向东之表妹夫 云宝珊之表姐夫 殺死蔡志釗之凶手 於第15集撞車身亡                                                                                                |
| 鍾慧儀 | 柏恩霖   | 業餘模特兒 柏恩桐之妹 許偉廉之姨仔兼情婦 蔡志钊之前女友 云告天之外孙女 陈彩虹之姨甥女 云宝珊、曹向东之表妹 梁智匡之表小姨子 云宝琼之表姐 於第13集被蔡志釗刺殺身亡 其尸体於第14集被发现                                                                             |
| 莫家堯 | 蔡志釗   | 柏恩霖之前男友 许伟廉之情敌 殺害柏恩霖之凶手 於第13集企图殺害许伟廉不遂後反被其錯手殺死 |
| 蔣 克  | 明       | 許偉廉之band友 |
| 湯俊明 | 德       | 許偉廉之band友 |

#### 檔案五：密室奇案（第16－19集）
案情：18年前，仍是小朋友的司徒莎莎的媽媽在家死去，當時門窗都鎖上，沒有人可進入現場，因此被判定自殺身亡，成年後的司徒莎莎因一封信發現媽媽不是自殺，而是被謀殺，因此找李忠義翻案。另一邊廂，詹百鴻的女兒詹翠兒在商場遇害。兩宗相差18年的命案，死者身上都是有蝴蝶的圖案，到底蝴蝶與兇手有何關係？而密室殺人的真相又是怎樣？而司徒莎莎的兒時朋友程守望在催眠途中，加上翟永田當年的證供，程守望的證供最有可疑，後來更認下兩宗謀殺案......
| 演員   | 角色       | 關係／暱稱 |
| 楊婉儀 | 司徒莎莎   | 參見檔案四：爱恨纠缠（第13－15集） 鮑曉盈死時約4-5歲 |
| 廖啟智 | 翟永田     | 參見馬鞍山警署 于18年前發現鮑曉盈之屍體后救出司徒莎莎 |
| 汪 琳  | 詹翠兒     | 詹百鴻之女 於第17集被程守安以刀割喉杀害，死狀與鮑曉盈相似 |
| 李耀敬 | 司徒亮     | 司徒莎莎之叔父 司徒老太之幼子 鲍曉盈之叔仔兼情夫 以為自己令鮑曉盈自殺                                                                                                 |
| 黎 萱  | 司徒老太   | 司徒亮之母 鲍曉盈之家婆 司徒莎莎之祖母 |
| 黄清榕 | 鮑曉盈     | 司徒莎莎之母 司徒亮之大嫂兼情婦 于18年前被程守安以刀割喉杀害 |
| 何寶生 | 程守望     | 大B哥哥 司徒莎莎幼時的朋友，重遇後曾经相戀 鮑曉盈死時約7-8歲，无意间把杀死鲍晓盈的现场布局成一个密室                                                                  |
| 李鴻杰 | 程守安     | 大Dee 程守望之兄長 殺死鮑曉盈、詹翠兒之凶手 患有精神病 鮑曉盈死時約14歲 於第19集從高處推下跌死(真相於大結局揭曉)                                                      |
| 王維德 | 朱先生     | 豬仔哥哥 司徒莎莎幼時的鄰居 鮑曉盈死時10歲 |
| 黎秀英 | 士多老闆娘 | 士多老闆娘 司徒莎莎大埔舊居的鄰居 |
| 刘倩怡 | 鄭小姐     | 精神病康復中心負責人 |
| 雷穎怡 | 洪姑娘     | 精神病康復中心職員 |
| 黃鳳琼 | 琴 姨      | 程守望、程守安之繼母 使程守安患有精神病 間接導致詹百鴻黑化 |
| 艾 威  | 胡 堅      | 翟永田之多年好友 释囚 曾追求柏恩桐不遂 Helen之男友 殺害程守安之兇手 于第6集出场 於第32-33集綁架方崇業及李思龍 跟陳泰合謀不斷勒索詹百鴻 於第39集被詹百鴻以瓶子刺殺身亡 |
| 邱萬城 | 陳 泰      | 胡堅之同黨 殺害程守安之兇手 于第19集出场 於第32-33集綁架方崇業及李思龍 跟胡堅合謀不斷勒索詹百鴻 於第37集被詹百鴻枪杀身亡                                              |

#### 檔案六：誰明浪子心 （第20－23集）
案情：莫詠希的兒子波波發生車禍，張日飛甘願捐血救波波，但仍救不到其生命，後發現波波的血型與其父鍾文愷不吻合，令張日飛一度被懷疑是波波的親父。因日飛的過去情史，令大勇以為他勾引詠希，日飛憤然離家出走。後來日飛與詠希同時失蹤，日飛最後的出現，在酒吧被翟永田發現，與麥可卿一起離開，詠希在南丫島的酒店被行蹤。後來日飛的屍體發現，加上死前留下的錄影帶，道出了波波的身世。而鍾文愷的員工Jimmy中毒身亡，死前稱自己見過詠希，大勇憑Jimmy對詠希描述發現了真相，後拘捕兇手時，單位內發生爆炸。
| 演員   | 角色     | 關係/暱稱                                                                                                 |
| 李成昌 | 鍾文愷   | 參見新風采雜誌社                                                                                          |
| 鄺文珣 | 麥可卿   | 花店老闆娘 鍾文愷的情婦與同謀 冒充莫詠希 殺害王志強的凶手 於第23集被鍾文愷刺杀及房屋爆炸造成伤重身亡      |
| 海俊傑 | 張日飛   | 參見张家                                                                                                  |
| 簡佩筠 | 莫詠希   | 參見新風采雜誌社                                                                                          |
| 魏惠文 | 葉 威    | 鍾少波之親父 多年前強姦及勒索莫詠希 於第23集被鍾文愷刺杀身亡                                              |
| 姚紹忠 | 鍾少波   | 波波 莫詠希、葉威之兒子 鍾文愷之養子 於第16集车祸身亡                                                     |
| 盧卓南 | 王志強   | 參見新風采雜誌社                                                                                          |
| 劉勁松 | Bobby    | 參見新風采雜誌社                                                                                          |
| 周凱珊 | Cat      | 參見新風采雜誌社                                                                                          |
| 黃偌儀 | May      | 參見新風采雜誌社                                                                                          |
| 游 飈  | Sam      | 參見新風采雜誌社                                                                                          |
| 呂劍光 | 莫老先生 | 莫詠希之父                                                                                                |
| 陳燕航 | 雲       | 花店老闆娘之一、麥可卿之合伙人                                                                            |
| 張錦濤 | 絲       | 王志強之女友                                                                                              |
| 梁雪湄 | 梁小麗   | Emily 模特兒                                                                                              |
| 劉 丹  | 張百川   | 珠寶大王 張大勇、張日飛、張小柔之父 高婕之家翁 朱秀娟之亲家公 於第21-23集短暫回港，拿取張日飛的骨灰后離開 |
| 黃 悅  | 張小柔   | 小柔 張大勇同父異母之妹 張日飛之妹 高婕之姑仔 於第21-23集短暫回港，拿取張日飛的骨灰后離開                 |
| 戴偉光 | -        | 王志強之父                                                                                                |

#### 檔案七：魔法幻影（第24－27集）
案情：在女童軍活動中，有人先接走了翁文瑋的女兒翁家莉，到活動完結時，真正的翁家莉竟隨著媽媽董天娜一起，後來董天娜收到翁家莉被綁架的電話。原來一開始被接走的是丁漢昌的女兒丁小容，綁架的也是她，綁匪稱綁錯了人，但仍要向翁文瑋勒索。到底翁家莉與丁小容兩個女孩有什麼關係？而兩個家庭當中又發生什麼事？正當綁匪的車、勒索信、綁匪的相片都指向翁文瑋的兒子翁家勤時，警方通輯途中，翁家勤和丁小容卻在單位被大火燒傷，翁家勤的身份是......
| 演員   | 角色     | 關係／暱稱 |
| 羅浩楷 | 丁漢昌   | 梁秋怡之丈夫 丁小容之養父 綁架丁小容、翁家勤 數年前得知梁秋怡被翁文瑋強姦而企圖揭發，其後因翁文瑋反陷害梁秋怡而收其數十萬不了了之，並租了一間洗衣店，其後因店被翁文瑋收購導致梁秋怡向翁文瑋求情，阻止其時遇上董天娜，並被其與翁文瑋羞辱而性情大變，決定向翁文瑋報復 於第27集被詹百鴻槍殺身亡 |
| 方伊琪 | 梁秋怡   | 丁漢昌之妻 丁小容之母 9年前被翁文瑋強姦后，怀有丁小容 |
| 王 偉  | 翁文瑋   | 富昌企業主席 董天娜之丈夫 翁家勤之父，不久之前反目 翁家莉之父 丁小容之私生父，並拒認其 9年前強姦梁秋怡 為人為富不仁、只關心自己，不理會任何人死活 於第27集被詹百鴻奪去贖款 |
| 馬菁宜 | 董天娜   | 翁文瑋之妻 翁家勤、翁家莉之母 |
| 洪天明 | 翁家勤   | 翁文瑋之子，不久之前反目 董天娜之子 翁家莉之兄 丁小容同父异母之兄，但双方不知情 曾被誤會為綁匪 被丁漢昌綁架、威脅 於第26集被丁漢昌燒傷 |
|        | 丁小容   | 翁文瑋及梁秋怡之私生女，并被翁文玮拒认 丁漢昌之養女 翁家勤同父异母之妹，但双方不知情 翁家莉同父异母之姐兼好友，但双方不知情 屬於司徒莎莎帶領的女童軍小狼隊隊員 被丁漢昌綁架、利用 於第26集被丁漢昌燒傷                                                                                       |
|        | 翁家莉   | Carrie 翁文瑋及董天娜之幼女 翁家勤之妹 丁小容同父异母之妹，但双方不知情 屬於司徒莎莎帶領的女童軍小狼隊隊員 |
| 楊婉儀 | 司徒莎莎 | 參見檔案四：爱恨纠缠（第13－15集） |
| 黎 萱  | 司徒老太 | 司徒亮之母 鲍曉盈之家婆 司徒莎莎之祖母 |
| 金興賢 | 詹百鴻   | 參見馬鞍山警署 |
| 劉倫寶 | Monna    | 女童軍職員 |
| 伍思玲 | Michelle | 女明星 翁家勤之女友 |
| 麥嘉倫 | 俊       | Sunny、大師兄 會計師 女童軍義工 |
| 艾 威  | 胡 堅    | 翟永田之多年好友 释囚 曾追求柏恩桐不遂 Helen之男友 殺害程守安之兇手 于第6集出场 於第32-33集綁架方崇業及李思龍 跟陳泰合謀不斷勒索詹百鴻 於第39集被詹百鴻以瓶子刺殺身亡 |
| 邱萬城 | 陳 泰    | 胡堅之同黨 殺害程守安之兇手 于第19集出场 於第32-33集綁架方崇業及李思龍 跟胡堅合謀不斷勒索詹百鴻 於第37集被詹百鴻枪杀身亡 |
| 周凱珊 | Cat      | 「新風采雜誌社」記者 高婕之同事 |

#### 檔案八：奪命神棍（第28－31集）
案情：柏恩桐帶張大勇等人到牛背洲的舊居旅行，原來柏恩桐的外公雲告天就是「天玄社」的創辦人，以天玄水替人治病。他們一到岸，一精神病漢熊建日預言雲家會有人死於「水、火、土、風」，後來雲家的人相繼遇害於水、火、土中，最後連熊建日也遇害。當大勇認定兇手時，阻止餘下的風殺時，可惜一切已太遲了......
然而，此案亦都顯出人性的劣性，兇手雖然落網，此外還有一個心術不正、比兇手還要恐怖的人，只是沒有證據把他繩之於法，確實令人無奈。不過相信他必有報應的，至於結局就不是故事的範圍了。
| 演員   | 角色     | 關係／暱稱 |
| 蔡國慶 | 雲告天   | 「天玄社」神棍教主 牛背洲居民 雲寶瓊、雲寶珊之祖父 柏恩桐、柏恩霖之外公 曹向東之舅公 陳彩虹之私生父 间接害死譚志朗父亲 於第31集被譚志朗杀死，死于风中 |
| 錢嘉樂 | 曹向東   | 向東表哥、表少、東哥 牛背洲居民 雲告天之外甥孫 云宝琼、柏恩桐、云宝珊、柏恩霖之表哥 许伟廉之表大舅子 陳彩虹之表姪 幫兇 引诱谭志朗杀害柏恩桐，幕后黑手，最终继承云家的所有遗产                                                                                      |
| 馬德鐘 | 譚志朗   | 譚醫生、阿朗 醫生 牛背洲居民 企圖殺害柏恩桐及殺死雲寶瓊、雲寶珊、陳彩虹、熊建日、雲告天之凶手 於第31集被捕 |
| 陳法蓉 | 柏恩桐   | 云告天之外孙女 曹向东、云宝琼之表妹 梁智匡之表小姨子 云宝珊之表姐 參見秀色可餐 |
| 梁詠琳 | 雲寶瓊   | 「天玄社」負責人 雲告天的長孫女 雲寶珊之姊 梁智匡之妻 曹向东之表妹 柏恩桐、柏恩霖之表姐 许伟廉之表大姨子 於第29集被譚志朗杀死，死於水中 |
| 陳榮峻 | 梁智匡   | 「天玄社」負責人 雲告天的長孫女婿 陈彩虹之侄女婿 雲寶瓊之夫 云宝珊之姐夫 柏恩桐、柏恩霖之表姐夫 许伟廉之表连襟 曹向东之表妹夫 |
| 陳安琪 | 雲寶珊   | 雲告天的幼孫女 陈彩虹之侄女 雲寶瓊之妹 梁智匡之姨仔 曹向东、柏恩桐、柏恩霖之表妹 许伟廉之表小姨子 譚志朗女友 被譚志朗利用 於第29集被譚志朗杀死，死於火中 |
| 劉美珊 | 陳彩虹   | 彩虹 雲告天的私生女 云宝琼、云宝珊之姑姐 柏恩桐、柏恩霖之姨 梁智匡之姑岳母 许伟廉之姨岳母 曹向東之表姑姊 雲家家傭 轻度弱智 被譚志朗利用 幫兇 於第30集被譚志朗杀死，死於土中                                                                                        |
| 李家強 | 熊建日   | 癲佬（瘋子）、阿日 牛背洲居民 柏恩桐之兒時玩伴 原本「天玄社」信徒 但後來患上精神病，曾預告雲家將有劫數：風吹、火燒、水淹、土埋 被譚志朗利用 於第30集被譚志朗杀死                                                                                                   |
| 陳鳳冰 | 來 姐    | 雲家家傭 |
| 梁少狄 | 陳 九    | 陳彩虹養父 |
| 曾健明 | 譚先生   | 譚志朗父親 因誤服天玄水而毒發身亡（被云告天间接害死） |
|        | 譚太太   | 譚志朗母親 因病而去世 |
| 黃煒林 | 林Sir    | 離島警察 |
| 張智軒 | 侍應生   | 侍應生 |
| 趙子豪 | 侍應生   | 侍應生 |
| 楊婉儀 | 司徒莎莎 | 莎莎 方氏珠寶店職員，後升為方崇業之秘書 李忠義之女友，后為未婚妻，於第40集分手 柏恩霖鄰居 程守望前女友 李思龍之情敵 司徒老太之孫女 鮑曉盈之女 司徒亮之姪女 女童軍領袖 案发时目击柏恩霖隔壁的情景 於第14集出場 於第40集為了成全李忠義和李思龍而放棄婚姻，後離開香港 |

#### 檔案九：爸爸對不起（第32－37集）
案情：陸國基在越南戰爭時得到一批寶石，因為得之無道而一直心神不安，便送給了戰友方崇業，從此消失。陸國基的妻子嫻姐和兒子趙竟成以為方崇業害死了他，決定報仇。趙竟成長大後娶了方崇業的女兒方念晴，並與方崇業的私人助理何小麗共謀。後趙竟成得知方崇業的新夫人蔣瑤是女同性戀者，且情殺過林小蔓，於是讓何小麗勾引蔣瑤，並說服她一起殺害了方崇業，後又殺死蔣瑤讓其當替死鬼。最後警方發現陸國基居然沒死！賈紫嫻知道錯殺了好人，於是殺了何小麗滅口，而自己則替兒子趙竟成頂罪。
| 演員   | 角色        | 關係／暱稱 |
| 羅樂林 | 方崇業      | 珠寶大王 原名「方紹揚」 方氏珠寶集團之董事長 李汶芳之舊情人 李思龍、方念晴之父 司徒莎莎之老闆 曾在越南戰爭中打仗 赵竟成之岳父 陸國基之越南戰友兼亲家公 娴之亲家公 于第28集出场 於第32-33集被胡堅、陳泰綁架，后获救 於第34集被蔣瑤勒死並淹埋于石膏內 青年由孫恩明飾演                                                                             |
| 廖麗麗 | 李汶芳      | 越南華僑 李思龍之親母 方崇業之前女友 於第12集因患胃癌而去世 |
| 鍾麗淇 | 李思龍      | 方崇业、李汶芳之女 方念晴同父异母之姐 赵竟成之大姨子 參見馬鞍山警署 |
| 梁婉靜 | 蔣 瑤       | 雕塑家 女同性戀者 方崇業之未婚妻 殺害林小蔓、方崇業之凶手 於第35集被趙竟成勒死 |
| 姚瑩瑩 | 方念晴      | 方崇業幼女 李思龍同父异母之妹 為人單純善良 趙竟成之妻，被其利用 陆国基、娴之媳妇 曾因車禍導致終身残廢 於第40集前往加拿大 |
| 王啟德 | 趙竟成      | 竟成、成哥 方氏珠寶集團之經理 方崇業之幼女婿 方念晴之夫 李思龙之妹夫 陸國基之子，多年前因其拿不到宝石而分离多年，并误以为其死了，最后虽得知其没死，但并没相认 賈紫嫻之子 何小麗之情人 殺害蔣瑤之凶手 殺害方崇業之主謀 于第28集出场 於第37集被捕                                                                                                  |
| 湯盈盈 | 何小麗      | Erica 方崇業之私人助理 趙竟成之情婦 幫兇 於第36集被賈紫嫻刺伤昏迷不醒 |
| 陳楚翹 | 林小蔓      | 蔣瑤之雕塑模特兒 Albert Wong之女友 曾作蔣瑤之同性戀情人 多年前因欲与蒋瑶分手而被蔣瑤殺害 |
| 焦 雄  | 陸國基      | 街頭哲學家 方崇業之越南戰友兼亲家公 嫻之夫，多年前因为拿不到宝石与其争吵离家出走而分离多年，并被其误以为死了，最后虽被其知道自己没死，但并没相认 赵竟成之父（不知情），多年前因拿不到宝石而与其分离，并被其误以为死了，最后虽被其得知自己没死，但并没相认 方念晴之家翁（不知情） 于第37集企圖跳橋自殺不遂，后被張大勇、高婕救起 少年由邵卓堯飾演 |
| 蘇恩磁 | 賈紫嫻      | 嫻姐 齋堂員工 陸國基之妻，多年前因其拿不到宝石与其争吵令其离家出走而分离多年，并误以为其死了，最后虽得知其没死但并没相认 趙竟成之母 方念晴之家姑 方崇业之亲家母 殺死方崇業、蔣瑤，企圖殺害何小麗之主謀 於第36集被捕 青年由伍慧珊飾演 |
| 何美好 | 鄭小姐      | 方氏珠寶店女職員，司徒莎莎之同事 |
| 趙靜儀 | Billy       | 蔣瑤及林小蔓之好友 同性戀者 |
| 陸希揚 | 白粉明      | 吸毒者 翟永田之線人 |
|        | Albert Wong | 林小蔓之男友，曾分手，后復合 |
| 楊婉儀 | 司徒莎莎    | 莎莎 方氏珠寶店職員，後升為方崇業之秘書 李忠義之女友，后為未婚妻，於第40集分手 柏恩霖鄰居 程守望前女友 李思龍之情敵 司徒老太之孫女 鮑曉盈之女 司徒亮之姪女 女童軍領袖 案发时目击柏恩霖隔壁的情景 於第14集出場 於第40集為了成全李忠義和李思龍而放棄婚姻，後離開香港                                                                               |
| 黎 萱  | 司徒老太    | 司徒亮之母 鲍曉盈之家婆 司徒莎莎之祖母 |
| 艾 威  | 胡 堅       | 翟永田之多年好友 释囚 曾追求柏恩桐不遂 Helen之男友 殺害程守安之兇手 于第6集出场 於第32-33集綁架方崇業及李思龍 跟陳泰合謀不斷勒索詹百鴻 於第39集被詹百鴻以瓶子刺殺身亡 |
| 邱萬城 | 陳 泰       | 胡堅之同黨 殺害程守安之兇手 于第19集出场 於第32-33集綁架方崇業及李思龍 跟胡堅合謀不斷勒索詹百鴻 於第37集被詹百鴻枪杀身亡 |

#### 檔案十：幕後玩家（第37－40集）
案情：張大勇與柏恩桐分手後，柏恩桐在家自殺，但後來發現了柏恩桐的信，卻發現可能是被謀殺。而之前陳泰被殺，今次到柏恩桐，後來胡堅等多人被殺，翟永田受槍傷昏迷，最後連上級周Sir亦中毒身亡，一切證據都對張大勇不利。關於殺害詹翠兒的程守安的死，翁文瑋的贖款，方崇業失去的紅寶石，真相逐一揭開。
| 演員   | 角色             | 關係／暱稱 |
| 金興賢 | 詹百鴻           | 參見馬鞍山警署 |
| 廖啟智 | 翟永田           | 參見馬鞍山警署 |
| 招石文 | 周Sir            | 參見馬鞍山警署 |
| 林漪娸 | 雷肖鳳           | 參見將軍澳警署 |
| 羅冠蘭 | 朱秀筠           | 參見秀色可餐 |
| 陳法蓉 | 柏恩桐           | 參見秀色可餐 |
| 陶大宇 | 張大勇           | 參見张家 |
| 郭可盈 | 高 婕            | 參見张家 |
| 艾 威  | 胡 堅            | 翟永田之多年好友 释囚 曾追求柏恩桐不遂 Helen之男友 殺害程守安之兇手 于第6集出场 於第32-33集綁架方崇業及李思龍 跟陳泰合謀不斷勒索詹百鴻 於第39集被詹百鴻以瓶子刺殺身亡 |
| 邱萬城 | 陳 泰            | 胡堅之同黨 殺害程守安之兇手 于第19集出场 於第32-33集綁架方崇業及李思龍 跟胡堅合謀不斷勒索詹百鴻 於第37集被詹百鴻枪杀身亡                                              |
| 馬蹄露 | Helen            | 胡堅之女友 勒索詹百鴻之幫兇 於第38集被詹百鴻槍殺身亡 |
| 薛崇基 | 神經刀           | 錦田村內之流浪漢 於第39集因目擊Helen被殺而被詹百鴻推下海溺亡 |
| 宋芝齡 | Amy              | 妓女 Helen之好友 |
| 龍志成 | 大廈管理員       | （第38集） |
| 郭卓樺 | 白鳥居酒吧之酒保 | |

### 前几辑重要角色
- 於本輯已無再出場的前幾輯主要角色。

| 演員   | 角色   | 關係／暱稱 |
| 郭藹明 | 藍嘉文 | Carmen、文文、Rachel（前名） 警隊探員 張大勇之前女友 高婕之情敵，並給其留下心理陰影 上辑（于第30集）辞职並返回英國 於本輯多次被高婕回憶起往事 參見《刑事偵緝檔案II》 |
| 蘇玉華 | 容金枝 | Gigi 容永恆之亡母 石少維之前女友 李忠義之亡妻 上辑（于第31集）被周咏欣撞死 參見《刑事偵緝檔案II》                                                                    |
| 鄭秀文 | 葉子晴 | Ivy 永恆新時裝設計師，後为伯思教育中心時裝導師，最后再為時裝設計師 張大勇學生時代的暗戀對象 與李忠義互有好感 於上辑（于第40集）后已无再出场 參見《刑事偵緝檔案II》   |
| 蘇杏璇 | 朱秀娟 | 家庭主婦 高敏、高婕之母 张大勇之岳母 朱秀筠之姐 张百川之亲家母 上辑（于第40集）移民加拿大 本輯長居加拿大，并未再出场 參見《刑事偵緝檔案II》                          |
| 馮瑞珍 | 姨 婆  | 恆恆之姨婆 容金枝之姨媽 上辑（于第40集）后已无再出场 於第6集劇情交代已回鄉下居住 參見《刑事偵緝檔案》                                                                |
| 黃美棋 | 簡棠棠 | 高敏之女 上辑（于第40集）移民加拿大 本輯長居加拿大，并未再出场 參見《刑事偵緝檔案II》                                                                                |
| 樓南光 | 丁守禮 | 禮哥 雷肖鳳之夫 本輯因扮演其妻的林漪娸沒有空閒接演此劇及樓南光本人在外拍攝電影原因分身不遐,故未能出演 參見《刑事偵緝檔案II》                                         |

## 影碟發行
以下影碟發行由電視廣播(國際)有限公司授權：
香港發行代理商現代音像(國際)有限公司於2002年推出發行了《刑事偵緝檔案III》VCD影碟零售版本，此影碟將已播放的集數並製作成26隻碟版本，一套共分為兩盒影碟，每隻碟跟電視劇的每集片長約60分鐘一樣，設有粵語及國語發音版本並配上繁體中文字幕。

## 電視節目的變遷
| 香港無綫電視翡翠台 星期一至五 21:00-22:00 時段 · 9月29日起21:35-22:35播出 | 香港無綫電視翡翠台 星期一至五 21:00-22:00 時段 · 9月29日起21:35-22:35播出 | 香港無綫電視翡翠台 星期一至五 21:00-22:00 時段 · 9月29日起21:35-22:35播出 |
| ------------------------------------------------------------------------- | ------------------------------------------------------------------------- | ------------------------------------------------------------------------- |
|                                                                           | 刑事偵緝檔案III (1997.09.01 - 1997.10.24)                                 |                                                                           |
| 大鬧廣昌隆 (1997.08.04 - 1997.08.29)                                      | 隱形怪傑 (1997.10.27 - 1997.11.21)                                        |                                                                           |

| 香港無線電視翡翠台 深夜劇集時段 逢星期一至五00:15-01:15 | 香港無線電視翡翠台 深夜劇集時段 逢星期一至五00:15-01:15 | 香港無線電視翡翠台 深夜劇集時段 逢星期一至五00:15-01:15 |
| ------------------------------------------------------- | ------------------------------------------------------- | ------------------------------------------------------- |
|                                                         | 刑事偵緝檔案III (2005.12.02-2006.01.26）                |                                                         |
| 刑事偵緝檔案II （2005.10.06－2005.12.01）               | 難兄難弟 (2006.02.03-2006.03.09)                        |                                                         |

| 香港 無綫電視翡翠台 午夜劇集時段 每晚 23:50 - 00:55 | 香港 無綫電視翡翠台 午夜劇集時段 每晚 23:50 - 00:55 | 香港 無綫電視翡翠台 午夜劇集時段 每晚 23:50 - 00:55 |
| --------------------------------------------------- | --------------------------------------------------- | --------------------------------------------------- |
|                                                     | 刑事偵緝檔案III （2018.05.23 - 2018.07.01）         |                                                     |
| 刑事偵緝檔案II （2018.04.12 - 2018.05.22）          | 刑事偵緝檔案IV （2018.07.02 - 2018.08.20）          |                                                     |